# 南头大头茶
南头大头茶（学名：Gordonia axillaris var. nantoensis）为山茶科大头茶属下的一个变种。

## 扩展阅读
- 維基物種上的相關：南头大头茶